# Chana Kowalska

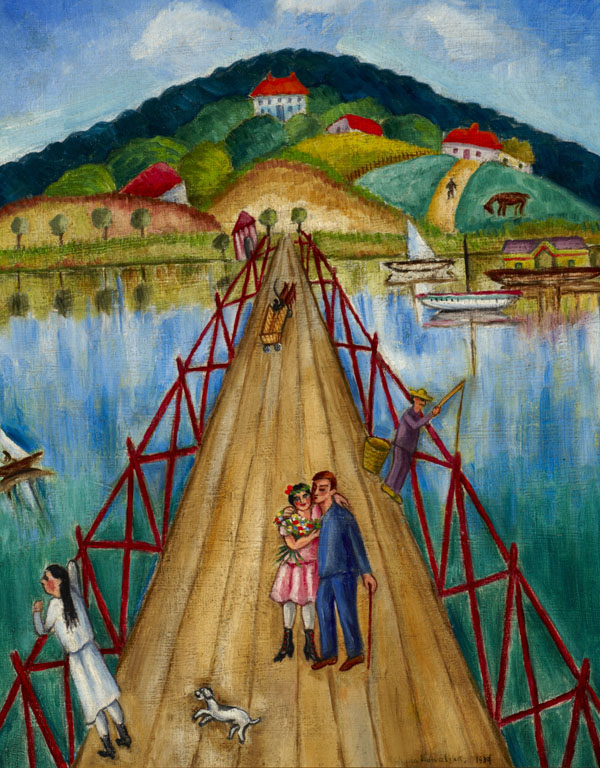
Pont, 1937

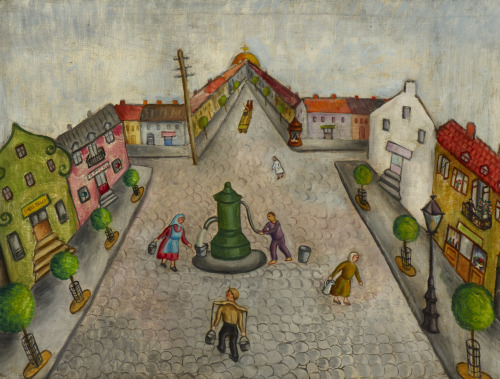
Shtetl (Ngôi làng, 1934)

Chana (Anna) Kowalska Winogora (1899–1942) là một họa sĩ và nhà báo người Ba Lan-Do Thái. Khi Kowalska sống ở Paris trong thời kỳ Đức chiếm đóng, bà hoạt động trong các tổ chức cộng sản Do Thái và viết về nghệ thuật trên các tạp chí địa phương. Bà bị lực lượng cảnh sát ngầm Gestapo bắt giữ và trục xuất bà đến trại tập trung Auschwitz vào tháng 7 năm 1942.

## Tiểu sử
Kowalska sinh ra ở Włocławek, là con gái của Jehuda Lejb Kowalski (1862–1925), một giáo sĩ và chính trị gia Do Thái. Bà bắt đầu tập vẽ từ khi 16 tuổi, và từ năm 1922, bà học hội họa ở Berlin. Tại đây, Kowalska gặp nhà văn Baruch Winogóra (sau này là chồng bà). Cặp đôi chuyển đến Paris và định cư tại số 171 đại lộ Clichy. Bà tích cực trong các tổ chức cộng sản Do Thái, tham gia sự kiện văn hóa Do Thái tại Triển lãm thế giới ở Paris năm 1937. Bà cũng đóng góp các bài báo về nghệ thuật cho các tạp chí Yiddish. Bức tranh Shtetl (ngôi làng) của Kowalska miêu tả một trong những thị trấn nhỏ của người Do Thái ở Đông Âu, đã bị Đức Quốc Xã phá hủy vào những năm 1940.
Sau khi Kowalska bị Gestapo bắt vì tham gia vào các hoạt động cộng sản, bà bị trục xuất đến trại tập trung Auschwitz vào ngày 19 tháng 7 năm 1942. Đây là nơi nghệ sĩ bị Đức Quốc Xã hành quyết.